# Министерство здравоохранения Латвии
Министерство здравоохранения Латвийской Республики — ведущий государственный орган в секторе здравоохранения Латвии, отвечающий за общественное здоровье, здравоохранение, фармацевтику и легальный оборот лекарств.

## История
Министерство здравоохранения было создано 1 февраля 2003 года после выборов в Сейм 8-го созыва, разделив функции, связанные с политикой здравоохранения, с Министерством социального обеспечения, которое отвечало за политику здравоохранения после упразднения Министерства здравоохранения в 1991 году.

## Задачи
Функции и задачи Министерства здравоохранения определены в его уставе.
Работой министерства также руководит государственный секретарь. Основными задачами последнего являются организация разработки отраслевой политики и стратегий, реализация отраслевой политики, управление административной работой учреждения и организация выполнения министерских функций. Государственный секретарь планирует финансовые ресурсы государственных администраций, подчинённых министерству, издаёт внутренние законы и постановления и выполняет ряд других обязанностей, обеспечивающих бесперебойную работу министерства.
Основной задачей Министерства здравоохранения является разработка и реализация национальной политики здравоохранения для обеспечения здоровья населения в здоровой среде путем содействия профилактике, пропаганды здорового образа жизни и создания условий для получения населением экономически эффективных, физически доступных и качественных услуг здравоохранения.